# Ситниково (Баєвський район)
Си́тниково (рос. Ситниково) — село у складі Баєвського району Алтайського краю, Росія. Адміністративний центр Ситниковської сільської ради.

## Населення
Населення — 768 осіб (2010; 997 у 2002).
Національний склад (станом на 2002 рік):
- росіяни — 91 %